# Биосоцијално
Биосоцијално -- утицај и интеракција окружења, биолошких, социјалних, културних и физичких фактора на развој и понашање личности.